# Șanț
Șanț è un comune della Romania di 3429 abitanti, ubicato nel distretto di Bistrița-Năsăud, nella regione storica della Transilvania.
Il comune è formato dall'unione di 2 villaggi: Șanț e Valea Mare.